# Von Braun (cratère)
Von Braun est un Cratère d'impact lunaire situé au nord-ouest de la face visible de la Lune à l'ouest de l'Oceanus Procellarum sur le bord du Sinus Roris. Il se situe au nord-est du cratère Lavoisier et à l'est du cratère Bunsen. Il s'agit d'un cratère usé avec plusieurs petits cratères fixés à l'extérieur du rebord. 
Le cratère von Braun portait le nom du cratère satellite « Lavoisier D » avant d'être renommé « von Braun » en l'honneur de l'ingénieur allemand en astronautique, Wernher von Braun, par l'Union astronomique internationale en 1994.